# C/1577 V1
C/1577 V1 ist ein Komet, der um den Jahreswechsel 1577/1578 auch am Tage mit dem bloßen Auge gesehen werden konnte. Er wird aufgrund seiner außerordentlichen Helligkeit zu den „Großen Kometen“ gezählt.
Der Komet spielt in der Geschichte der Kometenforschung eine bedeutende Rolle, da für ihn zum ersten Mal schlüssig bewiesen wurde, dass er sich außerhalb der Erdatmosphäre befand.

## Entdeckung und Beobachtung
Die Entdeckung des Kometen lässt sich nicht genau festlegen. Von vielen zeitgenössischen und späteren Astronomen gibt es Berichte aus zweiter Hand, die schwer mit anderen Berichten abzusichern sind. Wahrscheinlich wurde der Komet aber zuerst am Abend des 1. November (Ortszeit) in Mittelamerika gesehen, was mexikanische Texte belegen. Andere Belege aus Mexiko sprechen von Sichtungen am Abend des 4. und 6. November (Ortszeit). Auch ein japanischer Text berichtet von der Sichtung eines Kometen am 8. November. Er hatte einen Schweif von 50° Länge und war „so hell wie der Mond“. Der Komet konnte dort angeblich bis zur zweiten Februarhälfte des folgenden Jahres gesehen werden, diese Angabe ist aber im Vergleich mit den anderen Beobachtungen zweifelhaft.

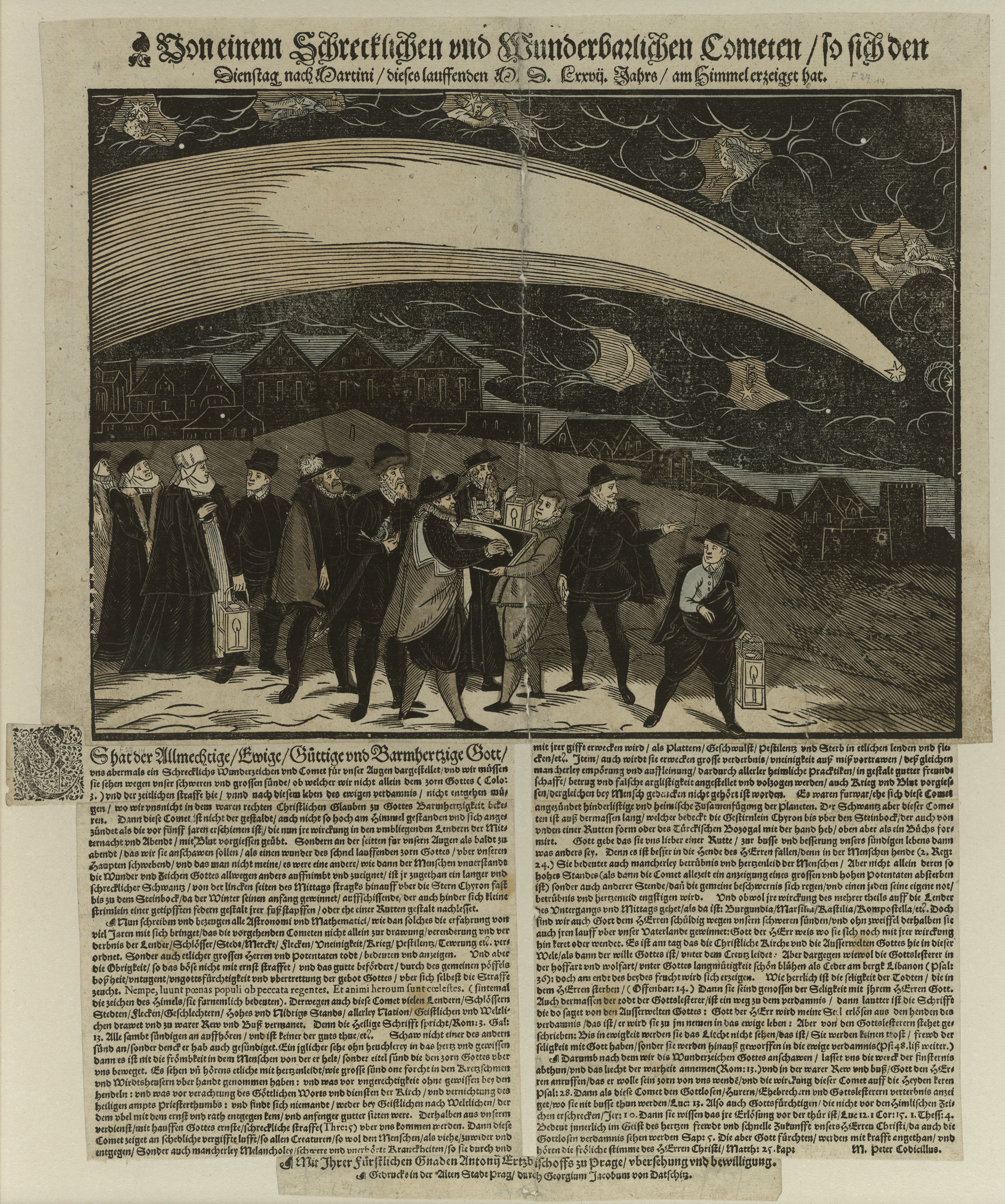
Der Große Komet über Prag, 12. November 1577

Der dänische Astronom Tycho Brahe berichtete ausführlich über seine eigenen Beobachtungen des Kometen und die von anderen europäischen Beobachtern. Er schrieb, dass am 9. November ein Komet von Seefahrern auf der Ostsee gesehen wurde. Am 10. November sah ihn Bartholomäus Scultetus in Görlitz, der ihn beschrieb als eine „große leuchtende Kugel, die Feuer spuckte und in Rauch endete“. Der slowakische Lehrer und Astronom Jakub Pribicer (1539–1582) in Banská Bystrica sah ihn am selben Tag im Sternbild Steinbock. Brahe fasste mehrere Beobachtungen vom 11. November zusammen, indem er ihn beschrieb als einen Kometen mit einem sehr langen und gekrümmten Schweif von dunkler rötlicher Farbe, wie „eine Flamme, die durch Rauch dringt“. Am selben Tag wurde der Komet auch von dem dänischen Professor Jørgen Dybvad und von Georg Busch in Erfurt gesehen. Am folgenden Tag sah ihn Michael Mästlin in Tübingen, der von einem 30° langen Schweif berichtete, und Andreas Nolthius in Einbeck.
Brahe selbst sah den Kometen erstmals am 13. November. Er war mit einem Netz Fische fangen und schaute westwärts über das Meer. Er schrieb: „Ich erblickte in dieser Richtung einen bestimmten hellen Stern, der so deutlich wie Venus erschien, wenn sie in Erdnähe ist und vor Sonnenuntergang oder nach Sonnenaufgang beobachtet wird. Die Strahlen oder der Haarschopf des Sterns waren noch nicht sichtbar, da die Sonne, immer noch über dem Horizont, die schwache Helligkeit seiner Strahlen völlig auslöschte.“ Nach Sonnenuntergang konnte er dann den fast 22° langen und 2,5° breiten Schweif aus roten Strahlen erkennen.
An diesem Abend sah ihn auch Thaddaeus Hagecius in Prag, und am nächsten Tag Helisäus Röslin in Deutschland und der Stadtarzt Nicolas Bazel, auch genannt Petrus Baselius, in Bergues bei Dunkerque. Tycho Brahe unternahm während des ganzen Novembers Positionsbestimmungen des Kometen, dem auch Positionen durch Bazel und Valentin Steinmetz berichtet wurden. Er sammelte später auch die Beobachtungen des Landgrafen Wilhelm IV. von Hessen-Kassel, der den Kometen an 12 Nächten vom 11. November bis 30. Dezember beobachtete und seine Positionen unter Verwendung einer genauen Uhr von Jost Bürgi vermaß. Am 28. November berichtete Cornelis Gemma aus Löwen von zwei Schweifen.
Die Chinesen überlieferten ihre erste Sichtung am 14. November. Sie berichteten, dass der Komet für einen Monat bis Mitte Dezember zu sehen war. Ähnliche Berichte gibt es aus Korea. Im Osmanischen Reich wurde der Komet von Taqiy ad-Dīn, dem Hofastronomen von Sultan Murād III, in seinem Observatorium in Istanbul beobachtet.
Im Dezember nahm die Helligkeit des Kometen ab. Am 1. Dezember gab Hagecius noch eine Schweiflänge von 7° an. Nolthius beobachtete ihn bis Ende des Monats. Im Januar ging die Zahl der Beobachtungen dann stark zurück. Mästlin konnte ihn noch am 8. Januar sehen, aber nicht mehr am 14. Brahe konnte den Kometen am 13. Januar kaum noch mit seinen Instrumenten beobachten und sah ihn am 26. Januar zum letzten Mal.

## Aberglaube
Nach seiner Sichtung des Kometen verfasste Jørgen Dybvad ein Pamphlet über den „schrecklichen großen Kometen“, in dem er beschrieb, wie große Veränderungen in Politik und Wetter auf Kometen folgen. Der Komet von 1577 wurde später insbesondere verantwortlich gemacht für die Kämpfe im Achtzigjährigen und im Livländischen Krieg, sowie Sebastians Feldzug nach Marokko.

## Wissenschaftliche Auswertung

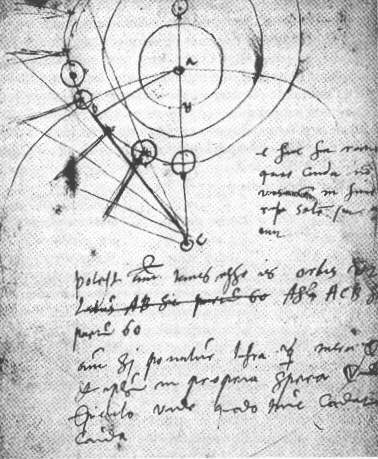
Skizzen von Brahe

Im Werk Tychonis Brahe Dani Opera omnea sind die Schlussfolgerungen enthalten, die Brahe aus seinen Beobachtungen zog:
1. Er behauptete, dass der Kometenschweif durch die Strahlen der Sonne hervorgerufen würde, die durch den Kometenkörper hindurchscheinen und der dadurch immer von der Sonne wegzeigt. Damit widersprach er der lange Zeit vorherrschenden Meinung von Aristoteles, dass Kometen Feuererscheinungen in der Erdatmosphäre seien und dass im Reich der Planeten „nichts Neues entstehen könne“.[11]
2. Er versuchte genaue Messungen der Parallaxe des Kometen vorzunehmen und kam zu dem Schluss, dass der Komet mindestens 230 Erdradien entfernt gewesen sei.
3. Aus Messungen des Durchmessers der Koma in Verbindung mit dem Abstand von der Erde schloss er, dass der Durchmesser des Kometen ¼ des Durchmessers der Erde betrug, während der Schweif 70.000 deutsche Meilen (etwa 500.000 km) lang gewesen sei.

Er fertigte auch Skizzen an, die noch auf einem geozentrischen Weltbild basierten, und fand, dass ihn seine Bahn nahe zum Planeten Venus geführt haben musste.
Hagecius, Scultetus, Nolthius und Busch hatten eine andere Meinung und sahen den Kometen näher an der Erde als den Mond, aber Mästlin, Gemma und Röslin stimmten mit Brahe überein, dass der Komet weiter entfernt sei als der Mond. Mästlin und Brahe hielten den Kometen für ein vorübergehendes Objekt, das schließlich aus dem Sichtbereich verschwand, während Jeremia Horrocks aus England den Ursprung des Kometen in der Sonne sah, wohin er auch wieder zurückfallen würde.
Für den Kometen wurden durch Edmond Halley und F. M. Woldstedt parabolische Bahnen berechnet. In neuerer Zeit bestimmte D. W. E. Green Bahnelemente aus 77 Beobachtungen des Kometen über 77 Tage, die eine bessere Übereinstimmung mit den Beobachtungen liefern als die von Woldstedt.

## Umlaufbahn
Für den Kometen konnte aus 24 Beobachtungen über 74 Tage durch Woldstedt eine unsichere parabolische Umlaufbahn bestimmt werden, die um rund 105° gegen die Ekliptik geneigt ist. Seine Bahn steht damit steil angestellt zu den Bahnebenen der Planeten, er durchläuft seine Bahn gegenläufig (retrograd) zu ihnen. Die folgenden Angaben beruhen auf den verbesserten Bahnelementen von Green. Im sonnennächsten Punkt der Bahn (Perihel), den der Komet am 27. Oktober 1577 durchlaufen hat, befand er sich mit etwa 27,1 Mio. km Sonnenabstand weit innerhalb der Umlaufbahn des Merkur. Am 5. Oktober erreichte er mit etwa 5 AE den geringsten Abstand zum Jupiter. Am 29. Oktober näherte er sich der Venus bis auf etwa 103 Mio. km, am 8. November passierte er den Merkur in etwa 28 Mio. km Abstand, und am 10. November kam er der Erde bis auf etwa 93 Mio. km (0,62 AE) nahe.
Die Bahnexzentrizität des Kometen wurde beim Durchlaufen des Bereichs der Planeten nicht nennenswert verändert. Aufgrund der unsicheren Ausgangsdaten kann keine Aussage darüber getroffen werden, ob und gegebenenfalls wann der Komet in das innere Sonnensystem zurückkehren könnte.